# Bertholdstein
Bertholdstein je zřícenina hradu nacházejícího se na vrcholu kopce nedaleko Hollenburgu, městské části dolnorakouského města Kremže.

## Historie
Freisingský biskup si ve 12. století vymohl v Hollenburgu zřízení vlastní farnosti a jeho nástupce nechal ve 13. století postavit západně od obce hrad. Za biskupa Bertholda von Wehingen (1381-1410) byl hradní komplex rozšířen; hrad je po něm pojmenován jménem Bertholdstein. Hrad byl v průběhu staletí opakovaně zničen válečnými konflikty; po Švédech v letech 1645/46 a Turcích v roce 1683 zde vypukla morová epidemie. V roce 1698 hrad z velké části zničil požár a od té doby je v troskách.
V rámci sekularizace v roce 1805 byl freisingský majetek v Rakousku zkonfiskován císařským kamerálním fondem a v roce 1811 vydražen. Hrad získal v dražbě bankéř a pozdější baron Johann Jakob von Geymüller. Rodina vlastní zříceninu dodnes.
Pod bývalým severním předhradím byly v roce 1981 objeveny pozůstatky římské pevnosti Burgus Hollenburg, jež byla součástí římského opevnění na Dunaji.

## Galerie

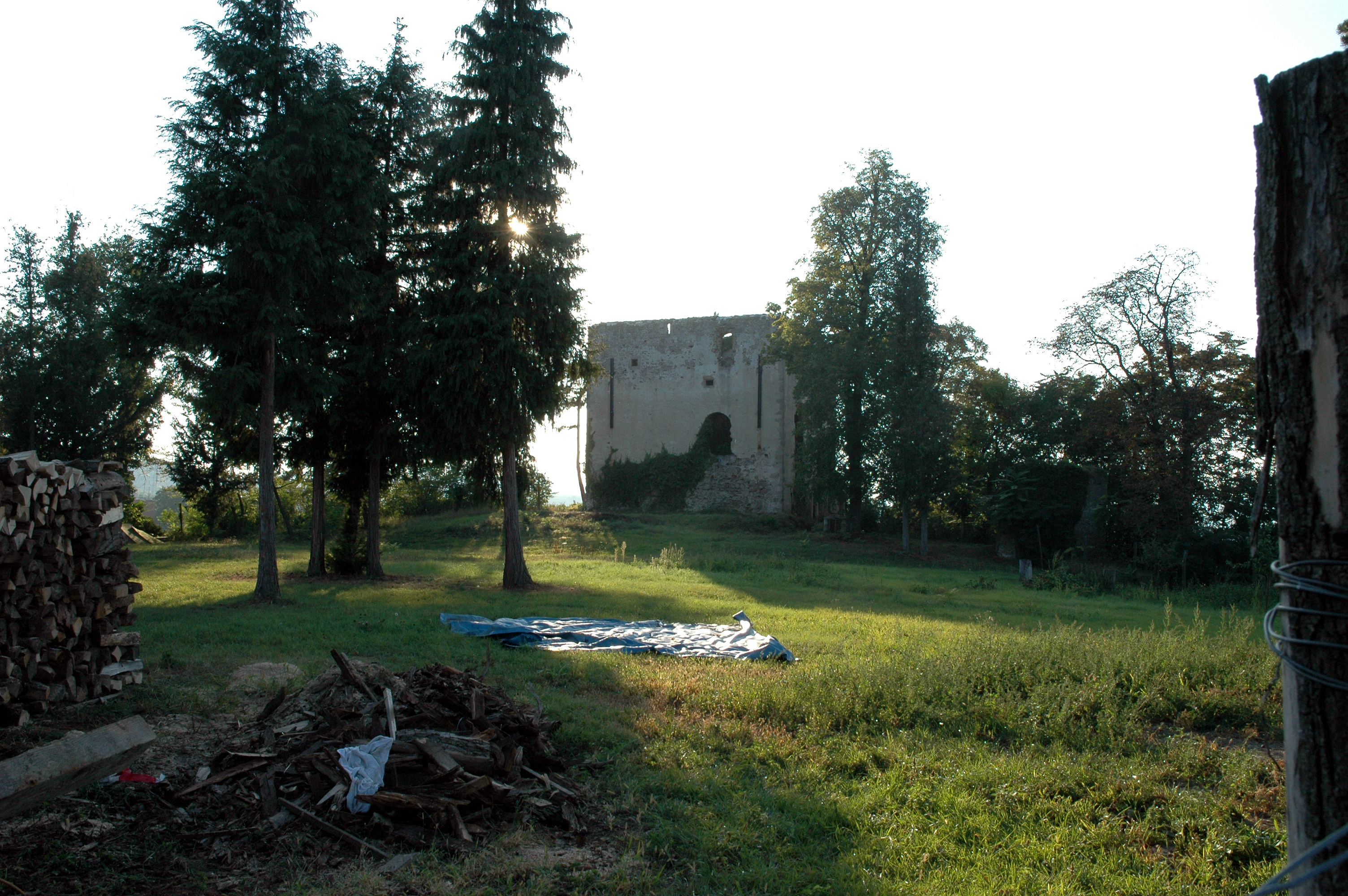
zřícenina hradu Bertholdstein
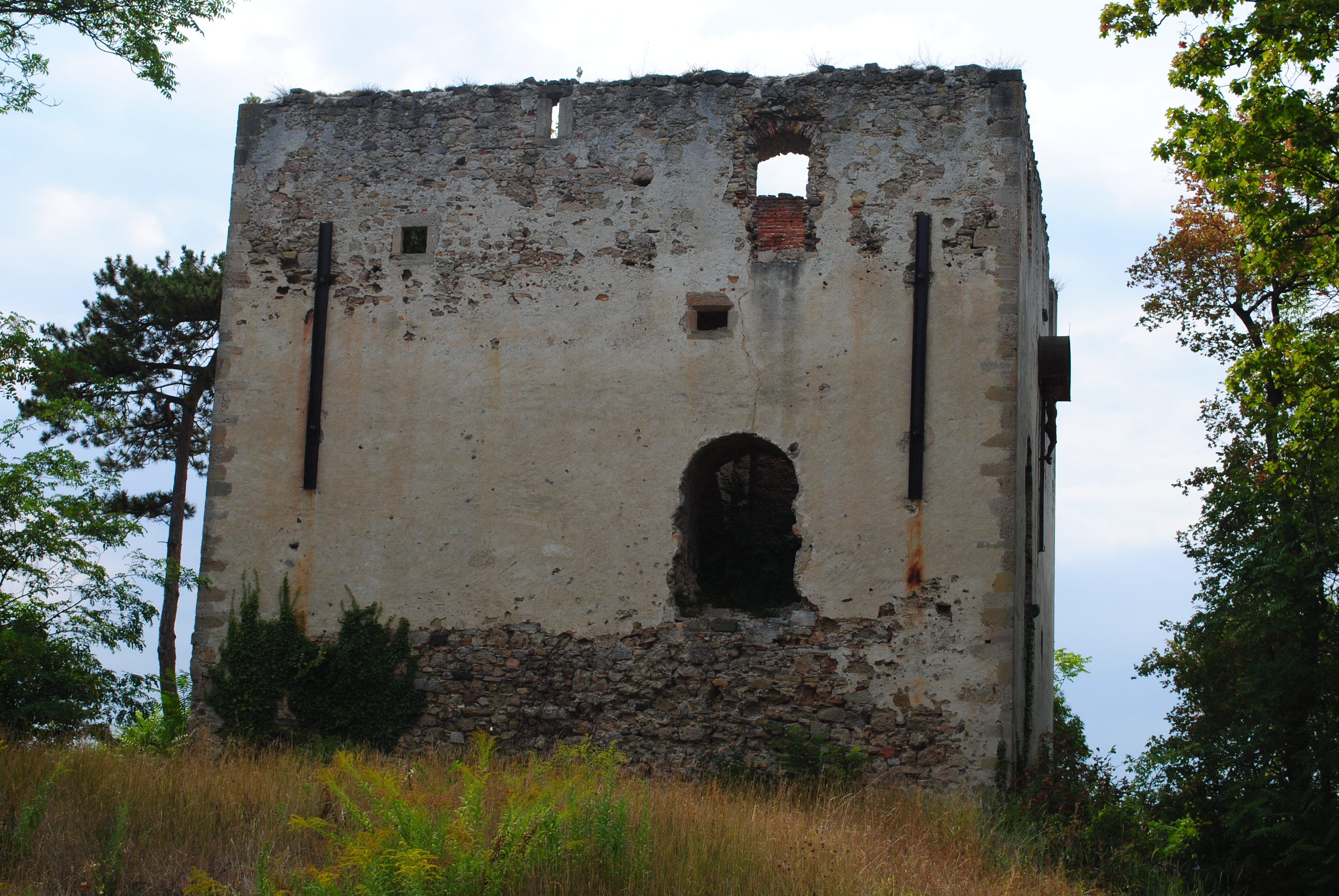
zřícenina hradu Bertholdstein
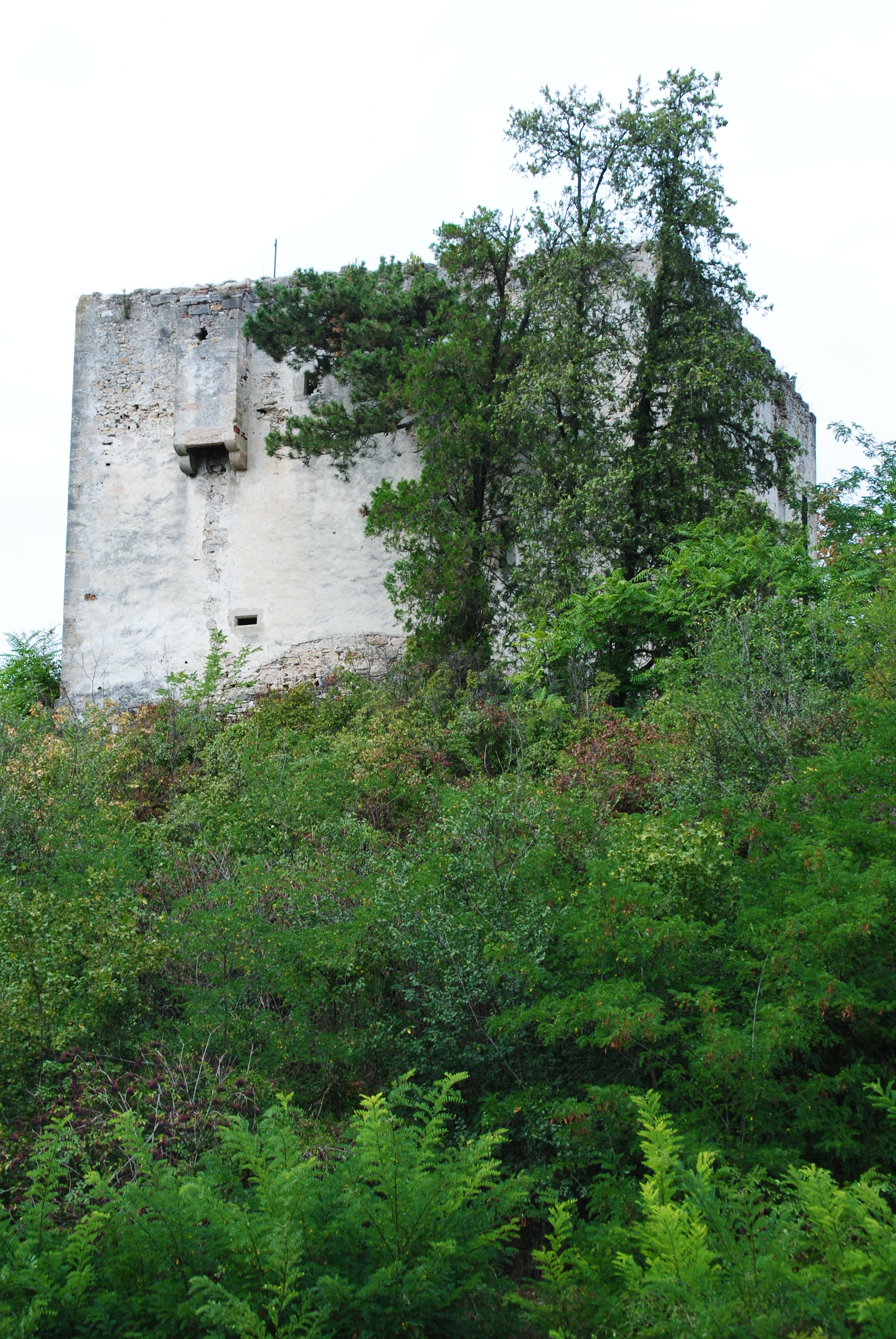
zřícenina hradu Bertholdstein
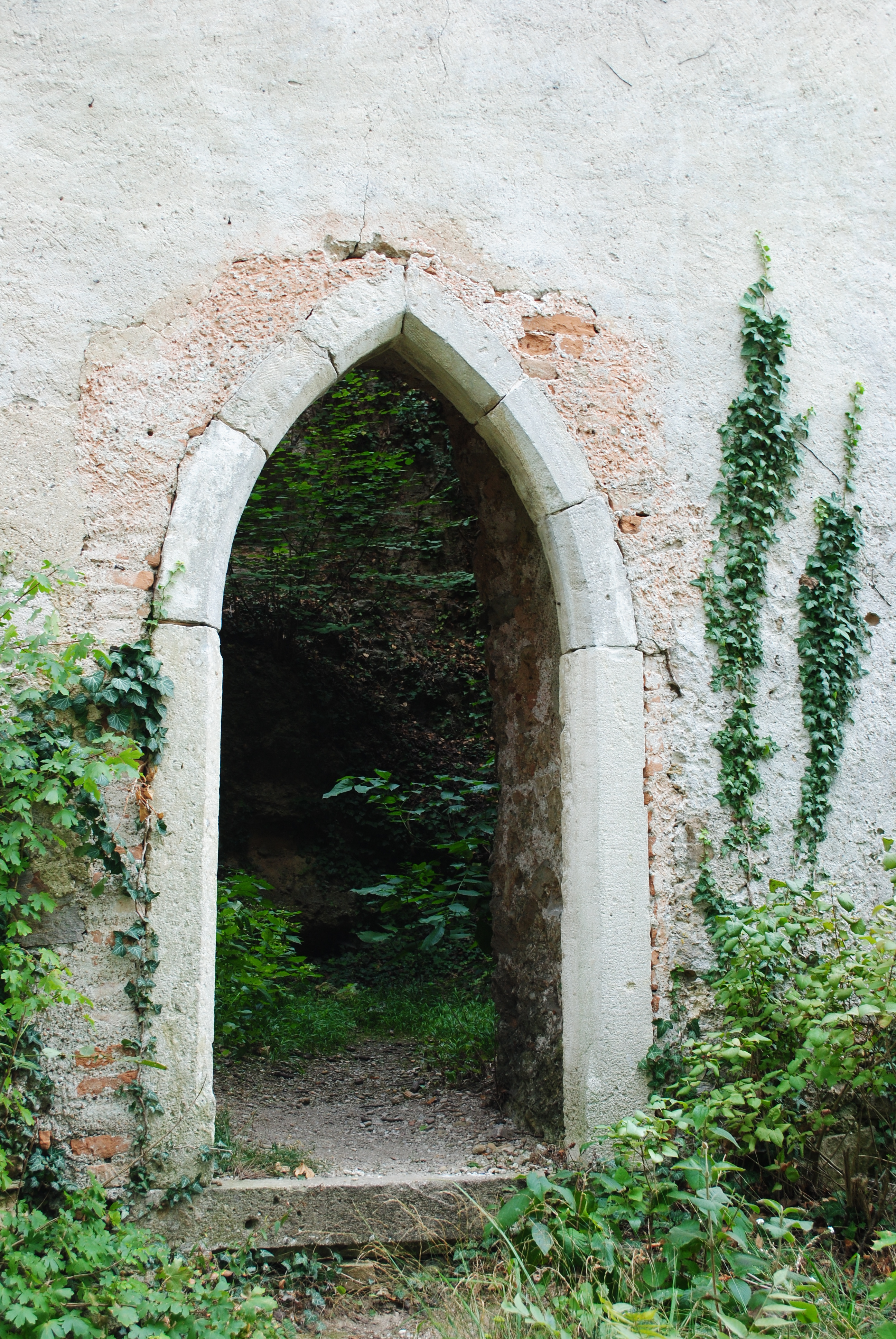
zřícenina hradu Bertholdstein